# Rhyacophila narayani
Rhyacophila narayani är en nattsländeart som beskrevs av Schmid 1970. Rhyacophila narayani ingår i släktet Rhyacophila och familjen rovnattsländor. Inga underarter finns listade i Catalogue of Life.